# Бринівка
Брині́вка (у минулому — Візенталь, Фон-Бринівка) — село в Україні, у Роздільнянській міській громаді Роздільнянського району Одеської області. Населення становить 155 осіб. Належить до Єреміївського старостинського округу.

## Історія
У 1856 році в поселені Бринівка спадкоємців Фон-Бринових було 12 дворів.
На 1859 рік у власницькому селищі Бринівка (Фон-Бринівка) 1-го стану (станова квартира — містечко Василівка) Одеського повіту Херсонської губернії, було 14 дворів, у яких мешкало 44 чоловіка і 42 жінки.
В 1887 році в селищі Бринівка Більчанської волості Одеського повіту Херсонської губернії мешкало 97 чоловіків та 95 жінок. В цьому ж році біля села була заснована німецька колонія — Визенталь,територія якої зараз у складі Бринівки.
У 1896 році в селищі Бринівка Більчанської волості Одеського повіту Херсонської губернії, було 14 дворів, у яких мешкало 40 людей (18 чоловік і 22 жінки); при селищі Карповка. В населеному пункті був євангелічно-лютеранський молитовний будинок.
В 1916 році на хуторі Бриновка Куртівської волості Одеського повіту Херсонської губернії, мешкало 139 чоловік (63 чоловіка і 76 жінок).
На початку 1924 року Бринівка була центром Бринівської сільради Тарасо-Шевченківського району Одеської округи Одеської губернії. Населення сільради налічувало 1476 осіб. Більшість населення Бринівки становили німці 88 осіб. Вони мали 30 господарств.
У 1926 році село було центром сільради з земельною площею у 828 десятин.
Станом на 1 вересня 1946 року село було центром Бринівської сільської ради, до якої входили: с. Бринівка, х. Андрієво-Іванів, х. Карпівка, х. Олександрівка, х. Свиноозерка.
На 1 травня 1967 року село входило до складу Кіровської сільської ради.
12 вересня 1967 року до складу Бринівки увійшло колишнє село Янкулишене.
26 червня 1991 року село Бринівка Кіровської сільради передано у підпорядкування Єреміївській сільській раді.
У результаті адміністративно-територіальної реформи село ввійшло до складу Роздільнянської міської територіальної громади та після місцевих виборів у жовтні 2020 року було підпорядковане Роздільнянській міській раді. До того село входило до складу ліквідованої Єреміївської сільради.

## Населення
Населення у різні роки: 192 (1887), 40 (1896), 80 (1904), 134 (1911), 139 (1916), 114 (1919), 172 (1926), 838 (1943).
Згідно з переписом УРСР 1989 року чисельність наявного населення села становила 144 особи, з яких 68 чоловіків та 76 жінок.
За переписом населення України 2001 року в селі мешкало 146 осіб.
2010 — 165;
2011 — 165;
2015 — 155.

### Мова
Розподіл населення за рідною мовою за даними перепису 2001 року:
| Мова       | Відсоток |
| ---------- | -------- |
| українська | 93,15 %  |
| молдовська | 3,42 %   |
| російська  | 3,42 %   |